# Субару Парк
«Субару Парк» (англ. Subaru Park) — футбольный стадион, расположенный в юго-западном пригороде Филадельфии, городе Честер, штата Пенсильвания, США. Домашнее поле профессионального футбольного клуба «Филадельфия Юнион», выступающего в MLS, высшей футбольной лиге США и Канады.

## История
Стадион расположен в пригороде Филадельфии, городе Честер, на берегу реки Делавэр, неподалёку от моста имени Коммодора Джона Бэрри. Открытие стадиона состоялось 27 июня 2010 года матчем «Филадельфии Юнион» против «Сиэтл Саундерс», в котором хозяева победили со счётом 3:1. Первый гол в истории «Пи-пи-эл Парк» забил игрок «Саундерс» Пэт Нунэн. Первый гол «Юнион» на стадионе забил с пенальти Себастьен Ле Ту.
Права на коммерческое название стадиона в 2010 году были приобретены «Энергетической компанией Пенсильвании» («Pennsylvania Power and Light (PPL)») за 20 млн долларов на последующие 11 лет. Согласно договору, «Пи-пи-эл» (PPL) также снабжает стадион электроэнергией, выработанной экологически рациональными способами в Пенсильвании.
30 ноября 2015 года было объявлено о переименовании стадиона в «Та́лен Э́нерджи Стэ́диум» (англ. Talen Energy Stadium), после того как «Тален Энерджи» (Talen Energy) стала независимой компанией по производству электроэнергии, отделившись от «PPL», на долю которой осталась транспортировка и дистрибуция.
18 февраля 2020 года было объявлено, что согласно новому многолетнему спонсорскому соглашению с компанией «Subaru of America» стадион переименован в «Субару Парк».
Текущая вместимость стадиона — 18 500 мест. В связи с высокой посещаемостью, руководство клуба выразило интерес увеличить вместимость до 20 000 мест первоначально и до 30 000 в будущем. При конструкции стадиона были учтены пожелания группы болельщиков «Сыновья Бена» («Sons of Ben»), для которых был построен отдельный вход на стадион в 2 000-местную секцию, запланированную специально для них. На стадионе также расположены 30 корпоративных лож и ресторан в секции люкс. Боковые трибуны снабжены навесами от непогоды. Вокруг стадиона находятся озеленённые территории и променады для проведения предматчевых мероприятий болельщиками и для концертов на открытом воздухе.
На стадионе также проводятся чемпионаты по регби среди университетских команд и матчи по лякроссу.

## Важные спортивные события
| Дата         | Сборные                   | Соревнование                                   |
| ------------ | ------------------------- | ---------------------------------------------- |
| 25 июля 2012 | Звёзды MLS 3:2 Челси      | «Матч всех звёзд MLS 2012»                     |
| 25 июля 2015 | США 1:1 (2:3 пен.) Панама | Золотой кубок КОНКАКАФ 2015, матч за 3-е место |